# Palazzo Chiericati

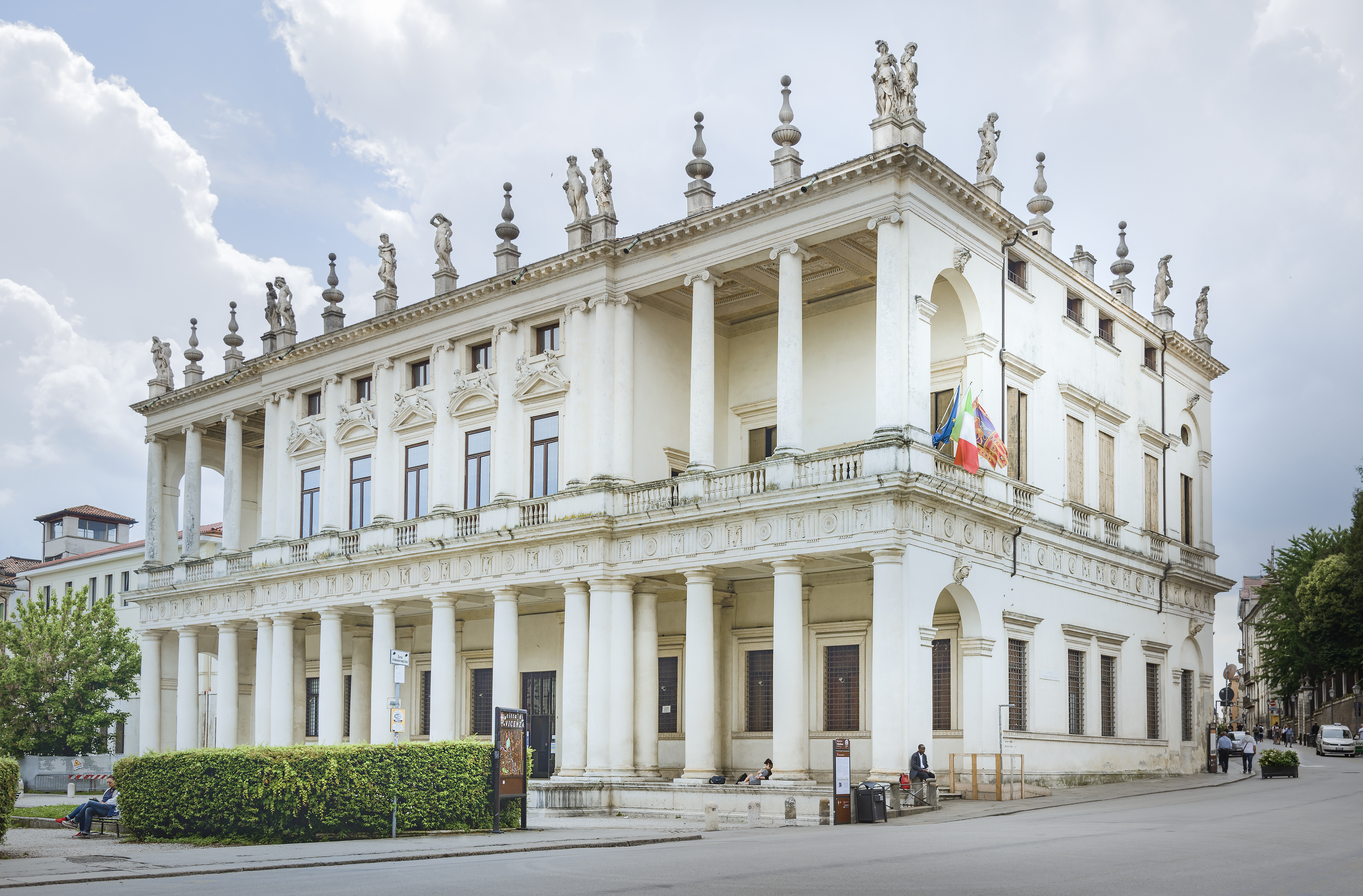
Palazzo Chiericati.

Palazzo Chiericati är en renässansbyggnad i Vicenza, ritad av arkitekten Andrea Palladio.
Palladio fick 1550 i uppdrag av Girolamo Chiericati att rita ett palats. Byggnadsarbetena påbörjades 1551 och fortsatte till 1557, då Chiericati avled. Bland de viktigaste arbetena finns Diana och Atteone (1725) av Giambattista Pittoni. Byggnaden fullbordades inte förrän 1680, hundra år efter Palladios död. Palazzo Chiericati är upptaget på Unescos världsarvslista.
Palatset är omnämnt i Andrea Palladios I quattro libri dell'architettura (”Fyra böcker om arkitekturen”).